# Tour de Kumano
El Tour de Kumano es una carrera ciclista profesional por etapas japonesa que se disputa en Kumano y sus alrededores en la prefectura de Mie en Japón.
Creada en 2006 como carrera amateur, desde 2008 forma parte del UCI Asia Tour, dentro de la categoría 2.2 (última categoría del profesionalismo).

## Palmarés
En amarillo: edición amateur.
| Año       | Ganador              | Segundo              | Tercero               |
| --------- | -------------------- | -------------------- | --------------------- |
| 2006      | Tomoya Kano          | Shinri Suzuki        | Kazuya Okazaki        |
| 2007      | Kazuhiro Mori        | Shinri Suzuki        | Yoshimitsu Tsuji      |
| 2008      | Miyataka Shimizu     | Satoshi Hirose       | Yukiya Arashiro       |
| 2009      | Valentin Iglinskiy   | Shinri Suzuki        | Dmitriy Fofonov       |
| 2010      | Andrey Mizourov      | Takashi Miyazawa     | Shinichi Fukushima    |
| 2011      | Fortunato Baliani    | Miguel Ángel Rubiano | Taiji Nishitani       |
| 2012      | Fortunato Baliani    | Julián Arredondo     | Thomas Lebas          |
| 2013      | Julián Arredondo     | Fortunato Baliani    | Nathan Earle          |
| 2014      | Francisco Mancebo    | José Vicente Toribio | Cameron Bayly         |
| 2015      | Benjamín Prades      | Ilya Gorodnich       | Damien Monier         |
| 2016      | Óscar Pujol          | Benjamín Prades      | Thomas Lebas          |
| 2017      | José Vicente Toribio | Óscar Pujol          | Marcos García         |
| 2018      | Marc de Maar         | Benjamin Dyball      | Benjamín Prades       |
| 2019      | Orluis Aular         | Atsushi Oka          | Youcef Reguigui       |
| 2020-2021 | no se disputó        | no se disputó        | no se disputó         |
| 2022      | Nathan Earle         | Shoi Matsuda         | Marino Kobayashi      |
| 2023      | Atsushi Oka          | Masaki Yamamoto      | Jambaljamts Sainbayar |
| 2024      | Atsushi Oka          | Merhawi Kudus        | Masaki Yamamoto       |
| 2025      | Mark Stewart         | Mathias Bregnhøj     | Atsushi Oka           |

## Palmarés por países
| País         | Victorias |
| ------------ | --------- |
| Japón        | 5         |
| España       | 4         |
| Italia       | 2         |
| Kazajistán   | 2         |
| Colombia     | 1         |
| Países Bajos | 1         |
| Venezuela    | 1         |
| Australia    | 1         |
| Reino Unido  | 1         |